# Hemimastigophora
Hemimastigophora es un pequeño grupo de protistas heterótrofos y flagelados que contiene dos familias.  Los análisis filogenéticos han determinado recientemente que constituyen un linaje muy antiguo de organismos eucariotas que se sitúa dentro del supergrupo Diaphoretickes.
Son organismos de vida libre que presentan dos filas de flagelos y una estructura celular única. Su forma y tamaño son variados, desde el elipsoide Hemimastix amphikineta (14 × 7 μm) al vermiforme Spironematella terricola (43 × 3 μm). Se caracterizan por presentar múltiples flagelos dispuestos en dos filas y mitocondrias con crestas vesiculares.
Previamente se había incluido en la clase Thecofilosea (Cercozoa) pues comparten con estos organismos algunas características comunes en la estructura flagelar y en los extrusomas. Sin embargo, tal como se ha comentado arriba, los estudios filogenéticos lo sitúan aislado en un supergrupo propio.

## Taxonomía
Incluye los siguientes géneros:
- Género Meteora ?
- Orden Hemimastigida
  - Familia Paramastigidae
    - Género Paramastix

  - Familia Spironematellidae
    - Género Hemimastix
    - Género Spironematella
    - Género Stereonema

También se ha propuesto que el género enigmático Meteora pertenece a Hemimastigophora o está estrechamente emparentado con este filo.